# Saint-Montan
Saint-Montan (nommée Saint-Montant avant le 10 avril 2002) est une commune française, située dans le département de l'Ardèche en région Auvergne-Rhône-Alpes.
Ses habitants sont appelés les Saint-Montanais.

## Géographie

### Situation et description
Saint-Montan est une commune, à l'aspect essentiellement rural, positionnée dans la partie sud du département de l'Ardèche, entre Montélimar et Pont-Saint-Esprit, sur la rive droite du Rhône.

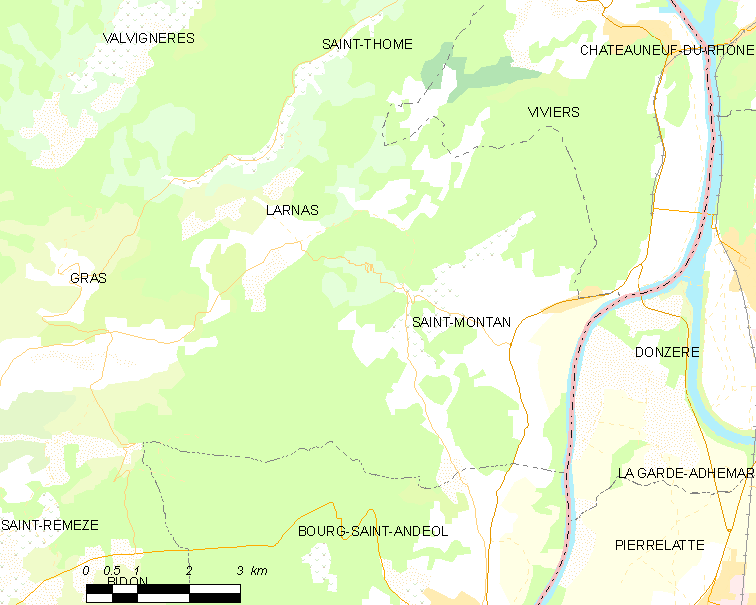
Carte de la commune.

### Géologie et relief
Les paysages de Saint Montan sont fortement influencés par la géologie locale : 
- Collines de pierriers et garrigues des calcaires urgoniens,
- Collines plus douces et boisées de sables jaunes de l'Albien,
- Coteaux de colluvions argilo-calcaires et terrasses d'alluvions anciennes plantés d'oliviers et de vignes,
- Et plaine fertile et inondable près du Rhône.

Cette géologie particulière se retrouve également dans l'architecture locale :
- Calcaires urgoniens pour la chaux et les pierres de taille,
- Calcaire gréseux, calcaires variés et galets pour la construction, avec un mortier de chaux et de sable jaune,
- Tuiles issues des argiles du Pliocène sous les colluvions.

### Climat
Pour des articles plus généraux, voir Climat d'Auvergne-Rhône-Alpes et Climat de l'Ardèche.
En 2010, le climat de la commune est de type climat méditerranéen altéré, selon une étude du CNRS s'appuyant sur une série de données couvrant la période 1971-2000. En 2020, Météo-France publie une typologie des climats de la France métropolitaine dans laquelle la commune est exposée à un climat méditerranéen et est dans la région climatique  Provence, Languedoc-Roussillon, caractérisée par une pluviométrie faible en été, un très bon ensoleillement (2 600 h/an), un été chaud (21,5 °C), un air très sec en été, sec en toutes saisons, des vents forts (fréquence de 40 à 50 % de vents > 5 m/s) et peu de brouillards. 
Pour la période 1971-2000, la température annuelle moyenne est de 13,1 °C, avec une amplitude thermique annuelle de 17,7 °C. Le cumul annuel moyen de précipitations est de 952 mm, avec 6,5 jours de précipitations en janvier et 3,8 jours en juillet. Pour la période 1991-2020, la température moyenne annuelle observée sur la station météorologique de Météo-France la plus proche, sur la commune de Donzère à 7 km à vol d'oiseau, est de 14,5 °C et le cumul annuel moyen de précipitations est de 826,1 mm,. Pour l'avenir, les paramètres climatiques de la commune estimés pour 2050 selon différents scénarios d'émission de gaz à effet de serre sont consultables sur un site dédié publié par Météo-France en novembre 2022.

### Hydrographie
La partie orientale du territoire communal est bordée par le Rhône.

### Lieux-dits, hameaux et écarts
Il y a plusieurs anciens hameaux et lieux-dits habités sur la commune :
- Eylieu, au nord du bourg, sur la vieille route qui rejoint Larnas et Viviers ;
- La Combe, Serre de Lieux, le Mouleyras, etc. sur les coteaux à l'est du bourg ;
- Saint-Jacques et Valescure au sud-est du bourg ;
- Courbier, au sud du Bourg, le long de la vieille route vers Bourg-Saint-Andéol ;
- Les Tuilières et les Barraques près de la route du Rhône. Ce hameau avait historiquement sa propre fête votive.

Il y a également quatre quartiers « récents » qui ont été créés quasiment ex nihilo :
- La Cité du Barrage (avec une partie sur la commune de Viviers), créée pour la construction du barrage à la fin des années 1940.
- La Lichère, grand lotissement créé vers 2006 ;
- La Plaine du Cour, secteur ouvert à l'urbanisme à la suite de la construction de la nouvelle école publique en dehors du bourg ;
- et plusieurs lotissements dans le quartier de Courbier.

## Urbanisme

### Typologie
Au 1er janvier 2024, Saint-Montan est catégorisée commune rurale à habitat dispersé, selon la nouvelle grille communale de densité à 7 niveaux définie par l'Insee en 2022.
Elle est située hors unité urbaine. Par ailleurs la commune fait partie de l'aire d'attraction de Pierrelatte, dont elle est une commune de la couronne,. Cette aire, qui regroupe 17 communes, est catégorisée dans les aires de moins de 50 000 habitants,.

### Occupation des sols
L'occupation des sols de la commune, telle qu'elle ressort de la base de données européenne d’occupation biophysique des sols Corine Land Cover (CLC), est marquée par l'importance des forêts et milieux semi-naturels (63,6 % en 2018), une proportion sensiblement équivalente à celle de 1990 (64 %). La répartition détaillée en 2018 est la suivante : 
forêts (60,8 %), zones agricoles hétérogènes (24,5 %), cultures permanentes (6,2 %), terres arables (3,9 %), milieux à végétation arbustive et/ou herbacée (2,8 %), eaux continentales (1,2 %), zones urbanisées (0,6 %).
L'évolution de l’occupation des sols de la commune et de ses infrastructures peut être observée sur les différentes représentations cartographiques du territoire : la carte de Cassini (XVIIIe siècle), la carte d'état-major (1820-1866) et les cartes ou photos aériennes de l'IGN pour la période actuelle (1950 à aujourd'hui).

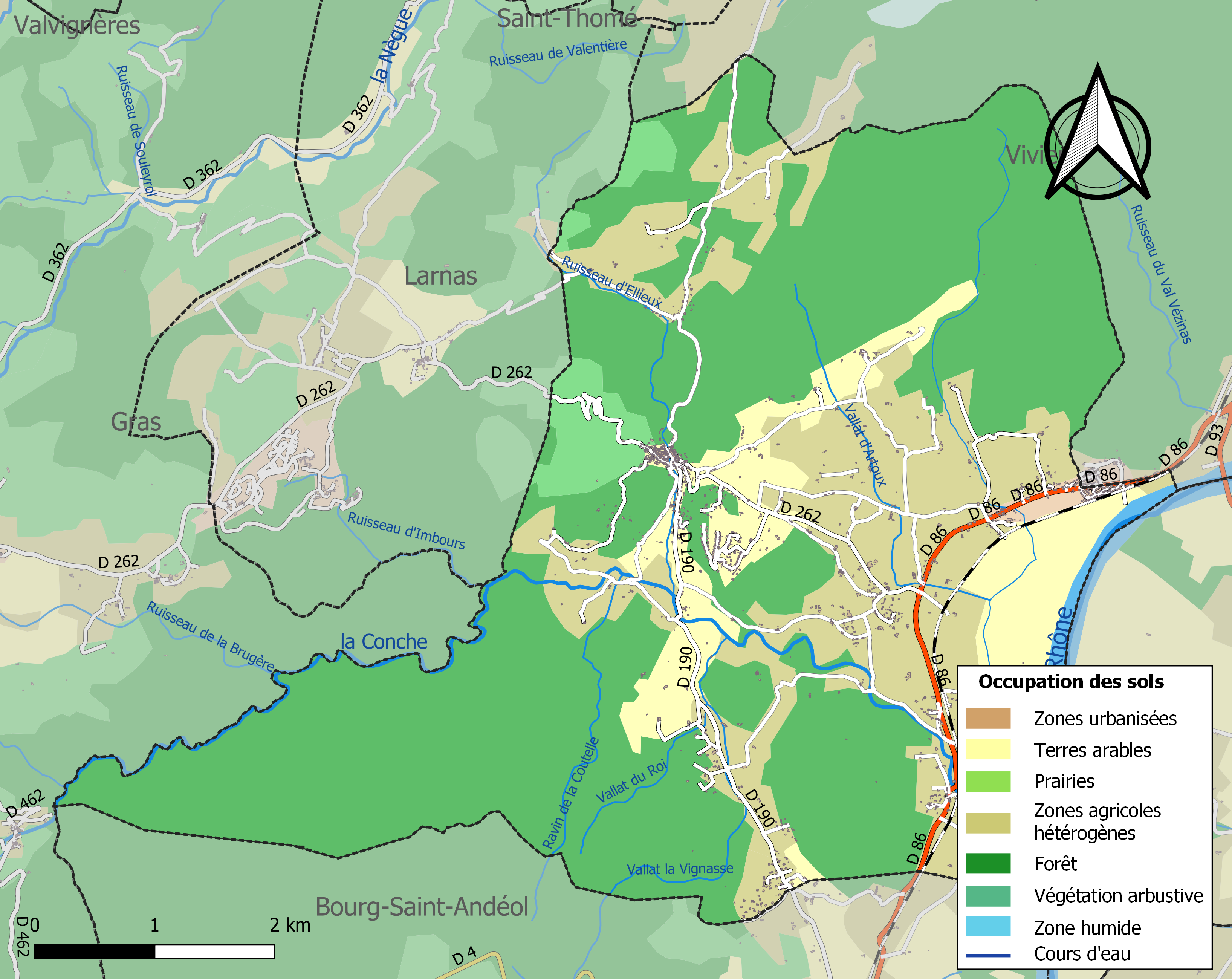
Carte des infrastructures et de l'occupation des sols de la commune en 2018 (CLC).

### Risques naturels

#### Risques sismiques
L'ensemble du territoire de la commune de Saint-Montan est situé en zone de sismicité no 3 (sur une échelle de 1 à 5), comme la plupart des communes situées à proximité de la vallée du Rhône, mais non loin de la zone no 2 qui correspond au plateau ardéchois.
| Type de zone | Niveau            | Définitions (bâtiment à risque normal) |
| ------------ | ----------------- | -------------------------------------- |
| Zone 3       | Sismicité modérée | accélération = 1,1 m/s2                |

## Histoire
L'ouvrage d'Eugène Lesourd, cité en référence, présente de nombreuses évocations historiques :
- des vestiges gallo-romains découverts au quartier Saint-Pierre ;
- l'existence d'une bague mérovingienne antérieure au VIe siècle (page 352 du tome 1 de l'Histoire du Vivarais de Jean Régné).(collection de M. Edouard Corroyer) ;
- la représentation de Saint-Montan jusqu'au XVe siècle dans les assemblées régionales et en particulier en 1434, aux états du Vivarais assemblés à Villeneuve-de-Berg ;
- Saint-Montan eut à souffrir des guerres de Religion, occupée en 1570 par l'armée de Gaspard II de Coligny, ensuite victime de brigandages jusqu'en 1586 ;
- une confrérie des Pénitents Blancs fut active aux XVIIe et XVIIIe siècles.

### Abandon et restauration du bourg (1880 - à nos jours)
Dans les années 1880, les habitants du vieux village ont décidé de se construire des maisons plus salubres et plus accessibles dans la partie basse du village, notamment à la suite d'une politique de grand travaux (construction de la Place du Pont, réhausse des maisons existantes, amélioration des accès, etc.). Par facilité, ils ont emporté une partie des matériaux de leurs anciennes habitations du bourg castral, en recourant parfois à la dynamite. Le bourg castral et le château sont ainsi quasiment laissés à l'abandon et envahis par les plantes.
En 1971, après la restauration de la chapelle Saint-André-de-Mitroys dans la campagne saint-montanaise, l'Association des Amis de Saint Montan, nouvellement créée, se concentre sur le bourg castral et commence à déblayer les ruines, en procédant parallèlement à une campagne de récupération des terrains. La majorité des anciens propriétaires ont cédé leurs parcelles à l'association pour un prix symbolique. La municipalité a réalisé des baux de 20 à 30 ans avec les Amis de Saint Montan pour la restauration des parcelles communales, dont le château.
Les maisons reconstruites unes à unes sont ensuite louées à des particuliers et à des artistes/artisans, ce qui permet de remettre de la vie dans le bourg castral, et de financer les chantiers grâce aux loyers. Depuis 1970, plus de 10 000 bénévoles ont œuvré sur les chantiers, encadrés par l'association et par des professionnels.
La restauration du bourg castral et le château sont désormais quasiment terminées pour le gros œuvre. Un grand ensemble foncier est ainsi conservé, car la majorité du bourg castral appartient soit à la commune, soit aux Amis de Saint Montan.

## Politique et administration

### Liste des maires
| Période                                  | Période                       | Identité                                                            | Étiquette | Qualité             |
| ---------------------------------------- | ----------------------------- | ------------------------------------------------------------------- | --------- | ------------------- |
| Les données manquantes sont à compléter. |                               |                                                                     |           |                     |
| octobre 1870                             | février 1874                  | André Armand (président de la commission administrative provisoire) |           |                     |
| février 1874                             | février 1881                  | André Armand                                                        |           |                     |
| avril 1881                               | mai 1888                      | Marius Laville                                                      |           |                     |
| mai 1888                                 | avril 1892                    | Etienne Dumas                                                       |           |                     |
| avril 1892                               | mai 1896                      | Marius Laville                                                      |           |                     |
| mai 1896                                 | mai 1908                      | Eugène Champel                                                      |           |                     |
| mai 1908                                 | mai 1925                      | Charles Mazoyer                                                     |           |                     |
| mai 1925                                 | 1944                          | Henri Mazoyer                                                       |           |                     |
| octobre 1944                             | mai 1945                      | Henri Boulon                                                        |           |                     |
| mai 1945                                 | Juillet 1957                  | Henri Mazoyer                                                       |           |                     |
| juillet 1957                             | mars 1971                     | Fernand Soubeyran                                                   |           |                     |
| mars 1971                                | juin 1995                     | Aimé Mathon                                                         | RPR       | Exploitant agricole |
| juin 1995                                | mars 2014                     | Alan Carraro                                                        | DVG       | Receveur des Postes |
| mars 2014                                | 26 mai 2020                   | Roland Rieu                                                         | DVG       | Commerçant          |
| 26 mai 2020                              | En cours (au 16 octobre 2020) | Christophe Mathon                                                   | DVD       | Chef d'entreprise   |

### Jumelages
- Poullalé (Burkina Faso) depuis 2006.

## Population et société

### Démographie
L'évolution du nombre d'habitants est connue à travers les recensements de la population effectués dans la commune depuis 1793. Pour les communes de moins de 10 000 habitants, une enquête de recensement portant sur toute la population est réalisée tous les cinq ans, les populations de référence des années intermédiaires étant quant à elles estimées par interpolation ou extrapolation. Pour la commune, le premier recensement exhaustif entrant dans le cadre du nouveau dispositif a été réalisé en 2008.

En 2022, la commune comptait 1 955 habitants, en évolution de +2,41 % par rapport à 2016 (Ardèche : +2,48 %, France hors Mayotte : +2,11 %).
| 1793  | 1800  | 1806  | 1821  | 1831  | 1836  | 1841  | 1846  | 1851  |
| ----- | ----- | ----- | ----- | ----- | ----- | ----- | ----- | ----- |
| 1 010 | 1 092 | 1 112 | 1 330 | 1 580 | 1 601 | 1 614 | 1 590 | 1 620 |

| 1856  | 1861  | 1866  | 1872  | 1876  | 1881  | 1886  | 1891  | 1896  |
| ----- | ----- | ----- | ----- | ----- | ----- | ----- | ----- | ----- |
| 1 659 | 1 624 | 1 545 | 1 514 | 1 457 | 1 431 | 1 422 | 1 268 | 1 168 |

| 1901  | 1906  | 1911  | 1921 | 1926 | 1931 | 1936 | 1946 | 1954  |
| ----- | ----- | ----- | ---- | ---- | ---- | ---- | ---- | ----- |
| 1 102 | 1 117 | 1 002 | 875  | 794  | 764  | 744  | 696  | 1 027 |

| 1962 | 1968 | 1975 | 1982  | 1990  | 1999  | 2006  | 2008  | 2013  |
| ---- | ---- | ---- | ----- | ----- | ----- | ----- | ----- | ----- |
| 846  | 727  | 822  | 1 009 | 1 207 | 1 314 | 1 671 | 1 764 | 1 865 |

| 2018  | 2022  | - | - | - | - | - | - | - |
| ----- | ----- | - | - | - | - | - | - | - |
| 1 885 | 1 955 | - | - | - | - | - | - | - |

### Enseignement
La commune est rattachée à l'académie de Grenoble.

### Médias
La commune est située dans la zone de distribution de deux organes de la presse écrite :
- L'Hebdo de l'Ardèche

Il s'agit d'un journal hebdomadaire français basé à Valence et couvrant l'actualité de tout le département de l'Ardèche.
- Le Dauphiné libéré

Il s'agit d'un journal quotidien de la presse écrite française régionale distribué dans la plupart des départements de l'ancienne région Rhône-Alpes, notamment l'Ardèche. La commune est située dans la zone d'édition de Privas.
- Ici Drôme Ardèche est une radio publique diffusée sur son territoire et sur la totalité du département.

## Économie
- De nombreux artisans et artistes se sont installés dans les maisons restaurées : poterie, sculpture, café broc...

## Culture locale et patrimoine

### Patrimoine religieux
- L'église San Samonta.
- L'église Sainte-Marie-Madeleine.
- La chapelle Saint-André de Mitroys[23].
- Chapelle dite de la Famille-Missionnaire-de-Notre-Dame de Cité du Barrage.

### Lieux et monuments
- Lavoir.
- Le château féodal et le bourg castral.
- Grotte de « Lourdes ».
- Jardin « du Curé ».
- La grotte de l'ermite Montanus située sur la colline nord des gorges de la Sainte-Baume.

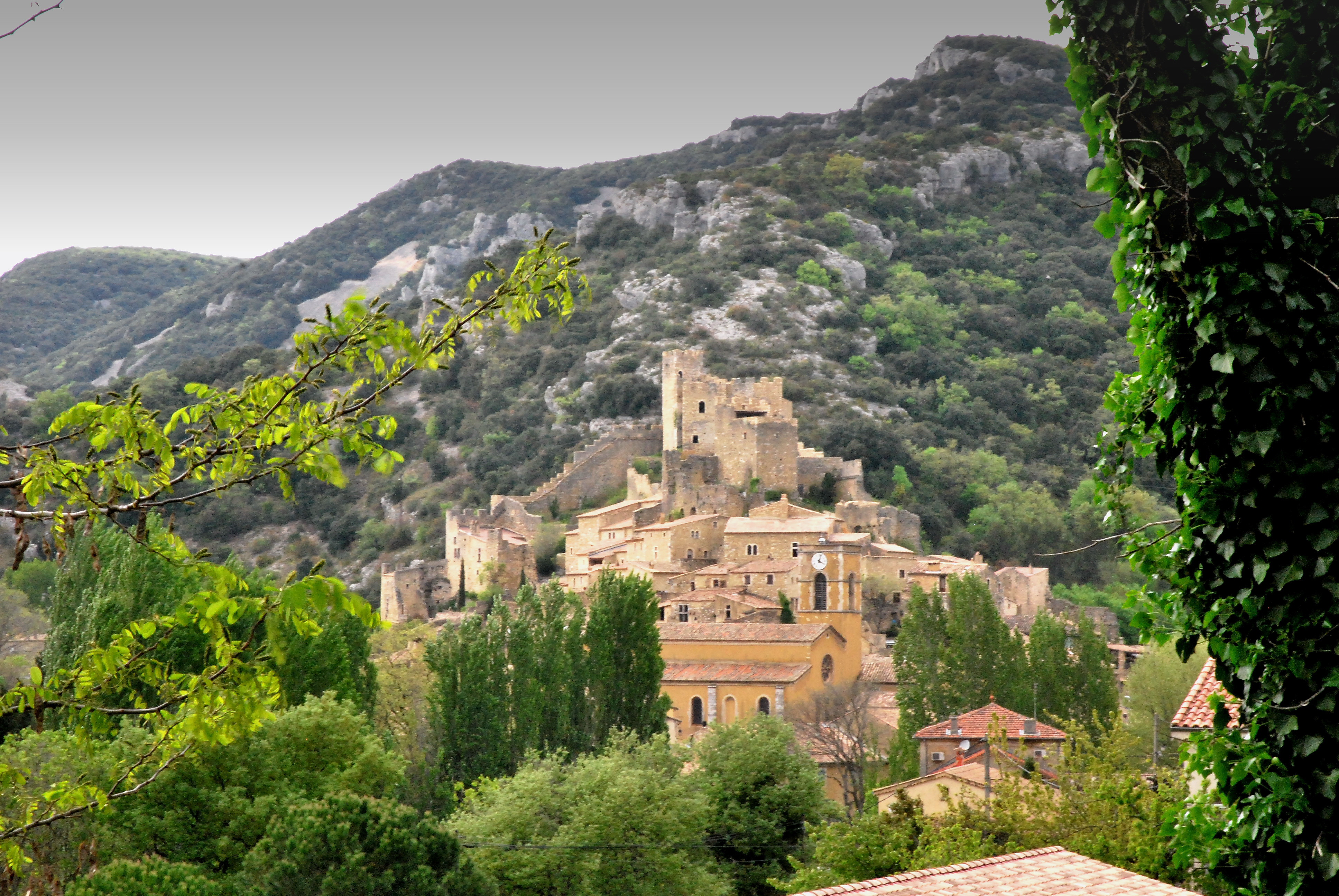
Le village.
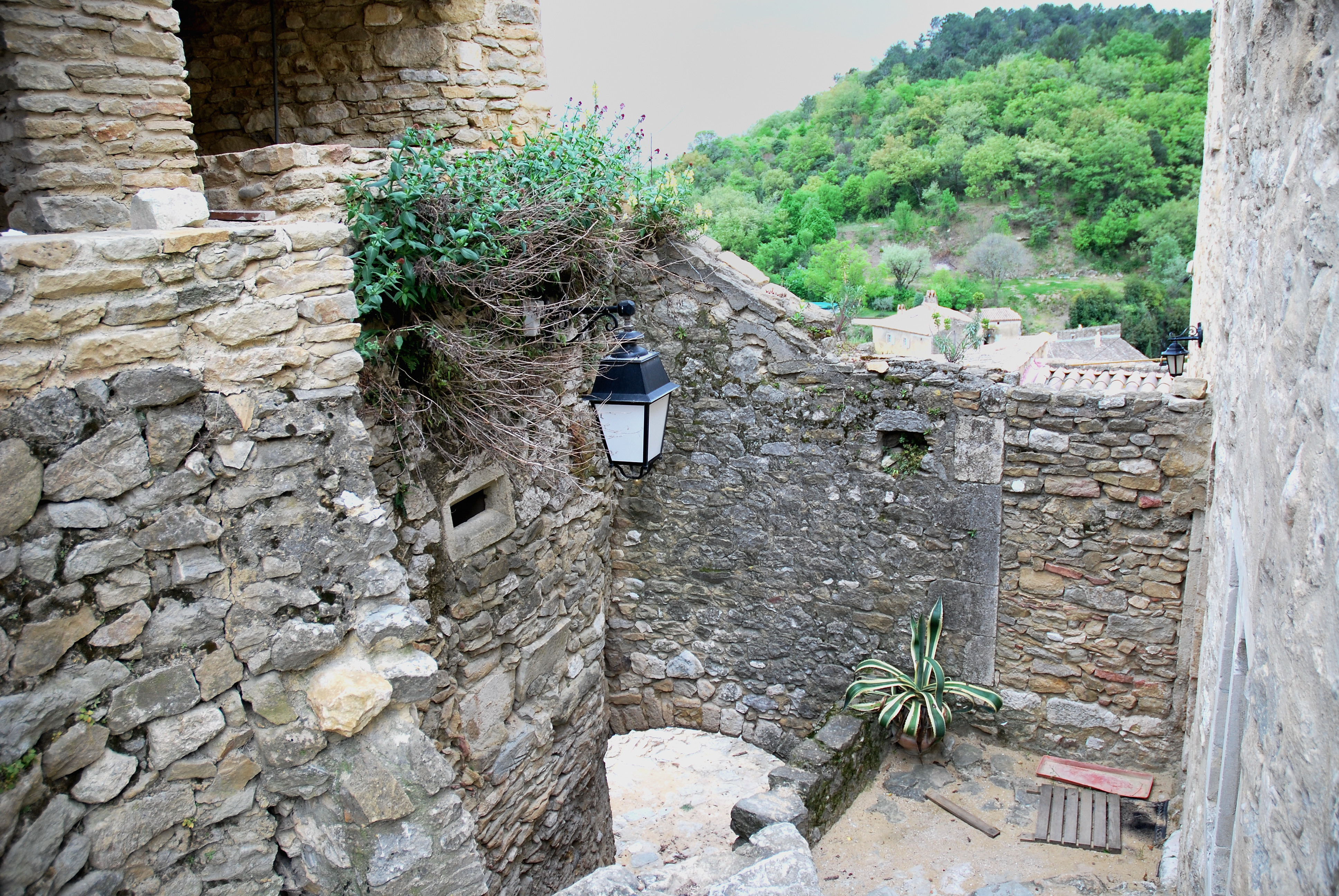
Ruelle.
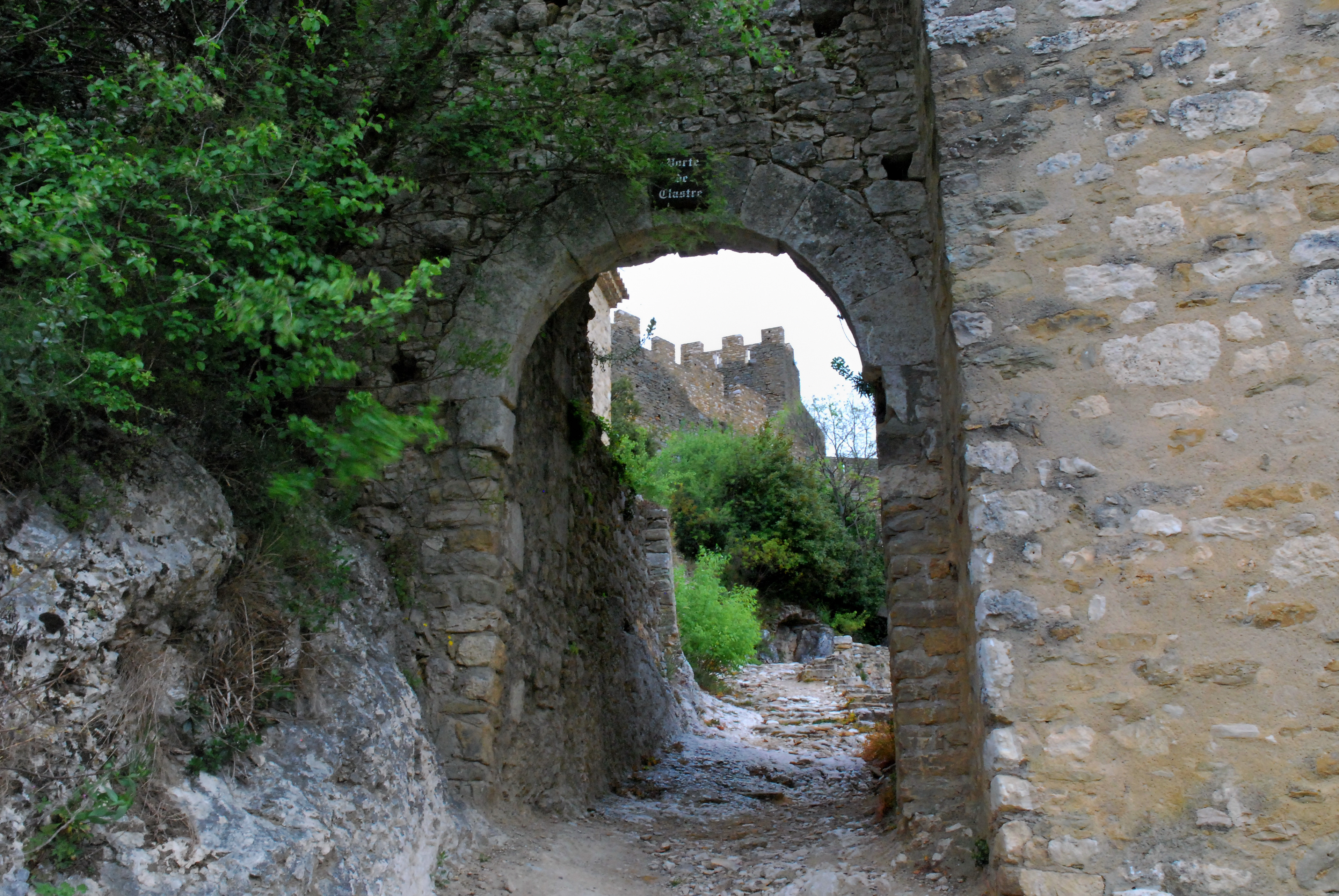
Porte de clastre.
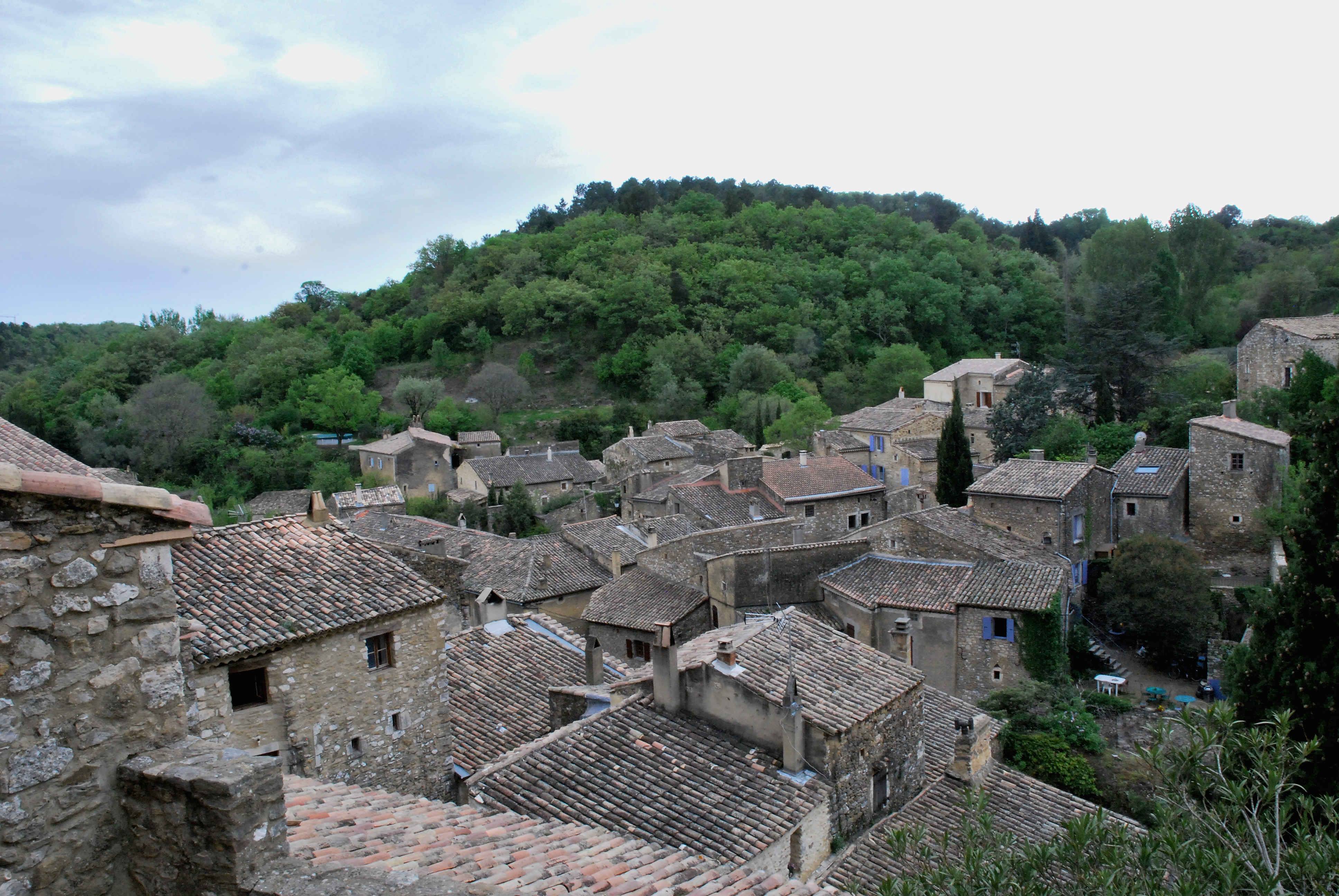
Toits du village.
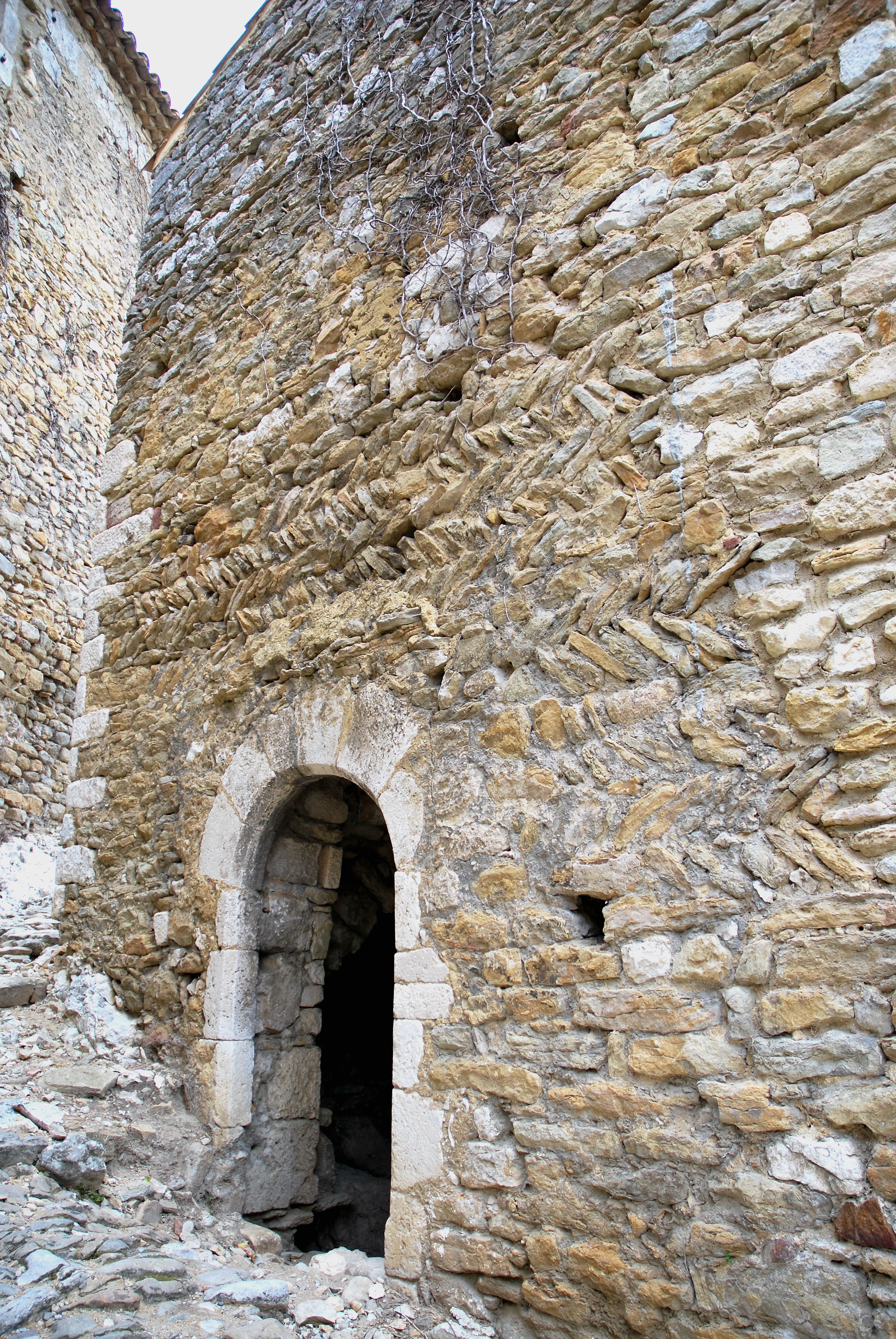
Mur en arêtes de poisson.
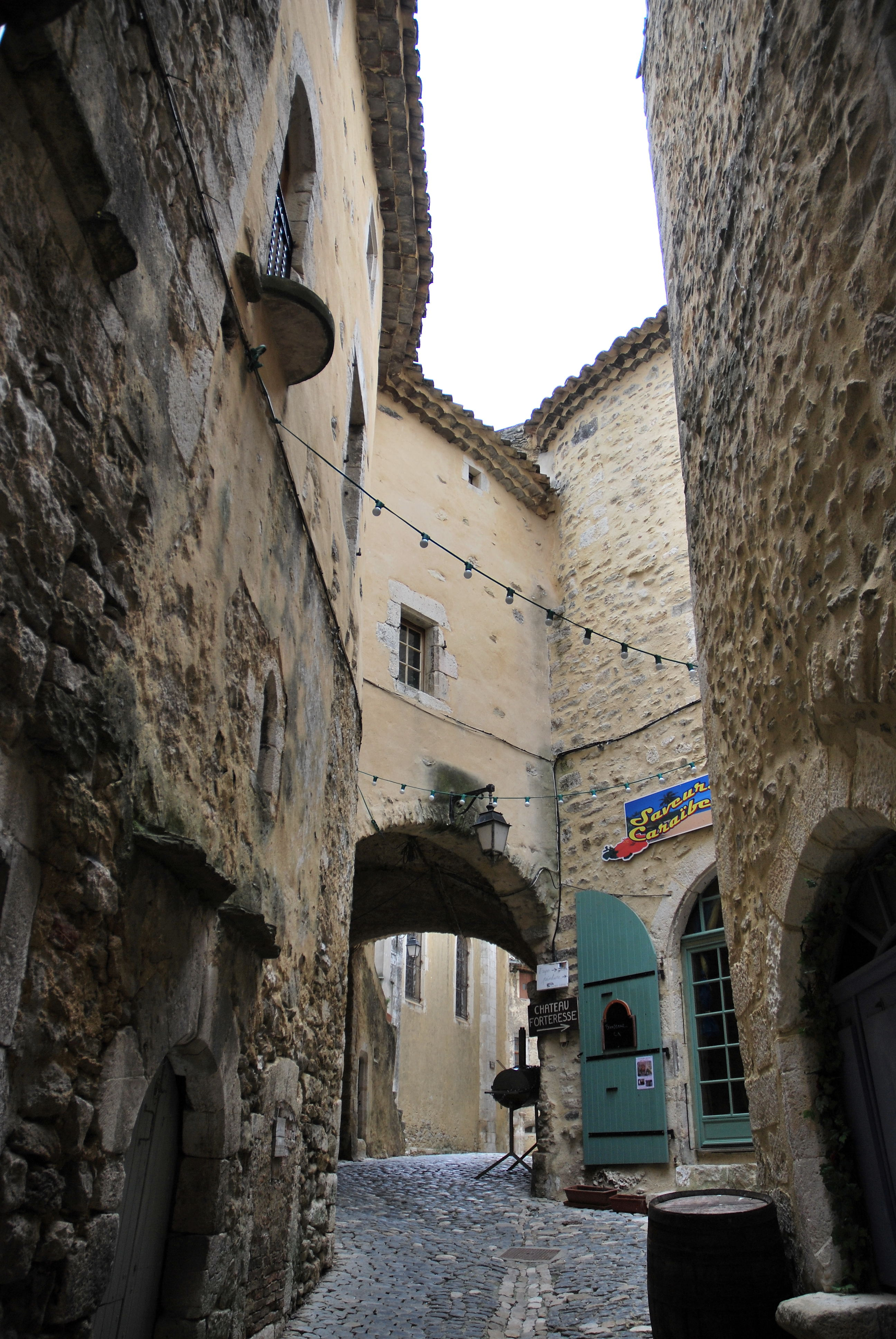
Porte d'accès.
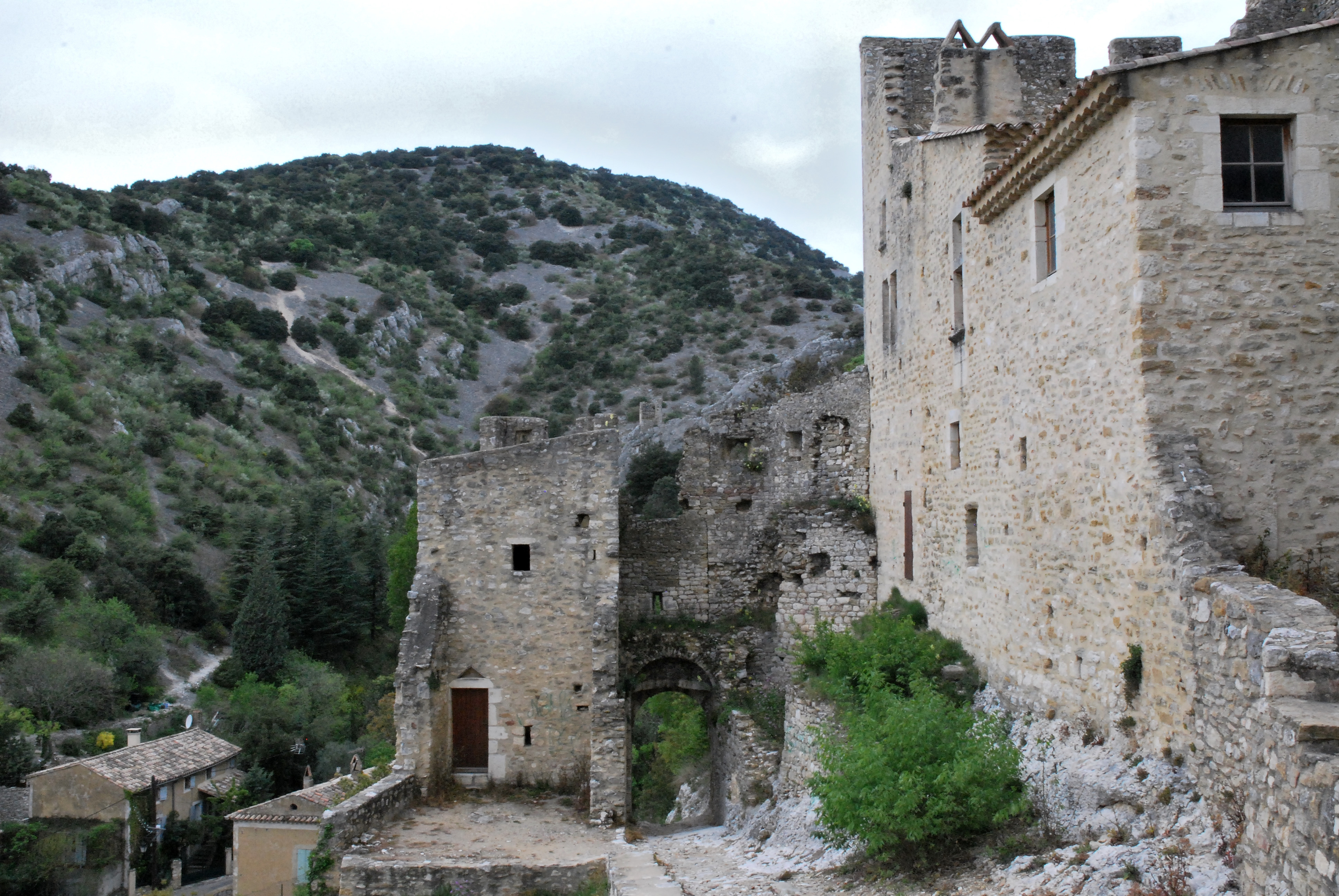
Porte.

### Personnalités liées à la commune
- L'ermite Montanus (Ve siècle) qui donna son nom au village.
- Paul Alexandre Leblanc-Delisle (1734-1811), général des armées de la République, y est né.
- Le général de brigade Claude-Raymond Guyon (1773-1834) y est né.
- La romancière Christia Sylf (1924-1980) s'y installa en 1964[24].
- Le réalisateur de cinéma Manuel Pradal (1964-2017) y a une résidence secondaire et il y tourna en grande partie Tom le cancre durant l'été 2011.
- Virginie Pouchain (1980), chanteuse.

### Héraldique
| Blason de Saint-Montan | Blason  | Tiercé en barre : au 1er d'argent à la croisette de gueules, au 2e d'azur au mur de ville crénelé d'or mouvant de la pointe, donjonné d'une tour du même à senestre et accompagné d'un demi-vol d'argent en chef senestre, au 3e d'argent à la branche d'olivier de sinople posée en barre et à la grappe de raisin de gueules brochant en bande. |
| Blason de Saint-Montan | Détails | Le statut officiel du blason reste à déterminer. |